# Várzea paraibana

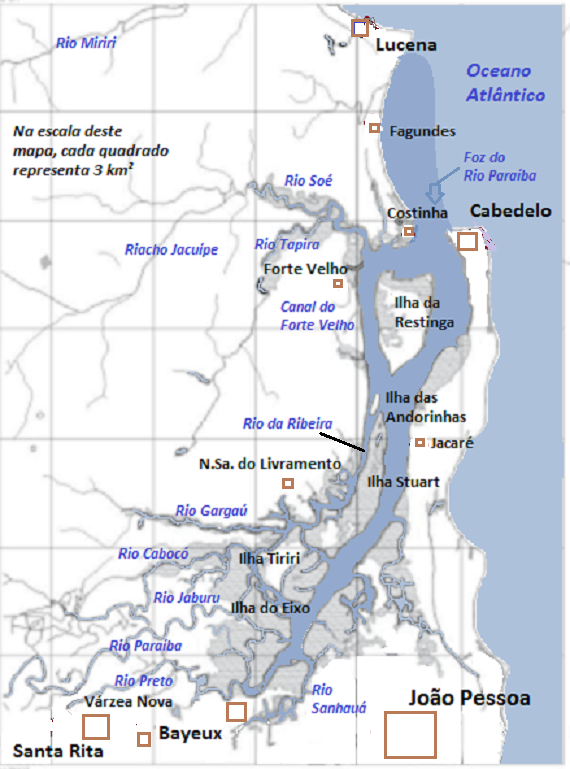
Mapa do estuário do rio Paraíba

A Várzea paraibana é a região de planície aluvial compreendida pelo baixo curso do rio Paraíba (a partir da represa de Acauã), e seus afluentes, na Costa Atlântica do estado brasileiro da Paraíba. Nela situam-se cidades com precioso patrimônio histórico dos séculos 16 ao 19, como Itabaiana, Pilar, São Miguel de Taipu, Cruz do Espírito Santo, Santa Rita, Bayeux e Lucena.
Rica em história, a Várzea do Paraíba está intimamente ligada ao ciclo da cana-de-açúcar e foi muito citada em obras de escritores célebres, como José Américo de Almeida e José Lins do Rego.
Atualmente, a região tem grande importância econômica para o estado, já que apresenta grande produção agrícolas e um polo industrial relevante, com indústrias de calçados, cerâmicas e de alimentos, principalmente. Seu setor terciário é também bastante desenvolvido.

## História
A Várzea paraibana era povoada por tribos potiguaras e tabajaras antes da chegada dos conquistadores europeus à Paraíba, tendo os franceses sido os primeiros europeus a pisar em seu solo, ainda em meados do século XVI. Em 1599 os luso-brasileiros assinam paz com os potiguaras e a região começa a ser definitivamente ocupada.
Sobre a iniciativa de povoamento da região, o livro Tratado Descritivo do Brasil em 1587 narra:
(...) entravam em cada ano nesse rio [Paraíba] naus francesas a carregar o pau-de-tinta (...) porque o gentio Pitiguar andava muito levantada contra os moradores da capitania de Itamaracá e Pernambuco, com o favor dos franceses, com os quais fizeram nessas capitanias muitos danos, queimando engenhos e outras muitas fazendas, em que mataram muitos homens brancos e escravos, assentou Sua Majestade de o mandar povoar e fortificar (...) este rio da Paraíba é muito necessário fortificar-se, a uma por tirar essa ladroeira dos franceses dele, a outra por se povoar, pois é a terra capaz para isso, onde se podem fazer muitos engenhos de açúcar.

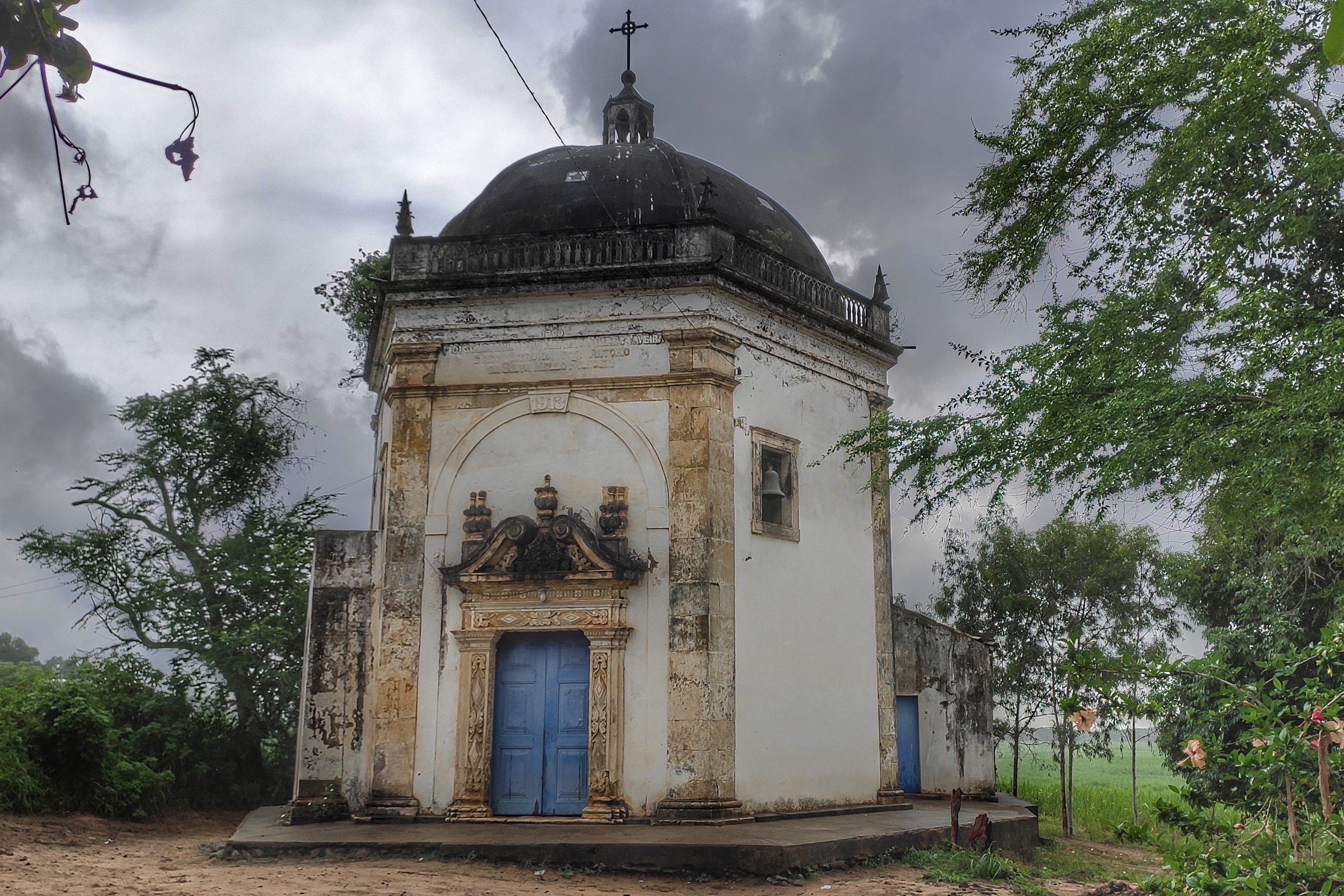
Capela do engenho do Una

A região foi oficialmente conquistada em 1585 e logo o primeiro engenho do estado foi construído às margens do rio Tibiri: o engenho Tibiry Del-Rey. A partir daí passou a ser palco da monocultura canavieira, com dezenas de engenhos. A Várzea do rio Paraíba foi portanto o celeiro dos primeiros séculos da história da Paraíba, em virtude de ser extensa área sempre úmida e irrigada por vários cursos d'água, como Obim, Cabocó, Soé e o rio Jaburu. Durante séculos a região mais rica do estado, e onde se produzia «o melhor açúcar do Brasil», segundo relatos do livro Diálogos das riquezas do Brasil, de Ambrósio Fernandes Brandão.
Em 1978 o então governador Tarcísio Burity assina decreto tombando a cidade de Pilar. Além da cidade foram ainda preservados para a posteridade mais trinta e seis imóveis, entre prédios e parques, situados em João Pessoa.

## Patrimônio histórico
Na Várzea paraibana está localizado um rico patrimônio da história da Paraíba do período colonial, como as capelas Sant'Ana, da Batalha e o antigo engenho Tibiry. Abaixo, listam-se alguns deles:
- Capela da Consolação
- Capela de Batalha
- Capela de N. Sa. da Conceição
- Capela de Santa Luzia
- Capela de Sant’Ana
- Capela de São Felipe
- Capela do antigo Engenho São João
- Capela do Desterro
- Capela do Socorro
- Casa da Câmara de Pilar
- Engenho Corredor
- Engenho das Graças
- Torre de Atalaia
- Engenho Itapuá
- Engenho Maraú
- Engenho Massangana
- Engenho Patrocínio ou Una
- Estação de trem Paula Cavalcanti
- Igreja da Guia
- Igreja do Almagre
- Ruínas do Engenho Reis
- Ruínas do Engenho Tibiri